# Куїні в Голлівуді
Куїні в Голлівуді (англ. Queenie of Hollywood) — американська короткометражна кінокомедія Роско Арбакла 1931 року з Вірджинією Брукс в головній ролі.

## Сюжет
Три дівчини звертаються за робочими місцями прислуги в курортному готелі, але беруться за великий гонорар доглядати за собакою Куїні.

## У ролях
- Вірджинія Брукс — Вірджинія
- Ріта Флінн — Ріта
- Джинні Фаррін — Джинні
- собака Куїні — Куїні
- Лінтон Брент — помічник Денніса
- Чарльз Дореті — самозванець
- Ферн Емметт — власниця готелю
- Родні Хілдебранд — телефоніст
- Лью Келлі — менеджер в готелі
- Вільям МакКолл — офіцер поліції
- Бродерік О'Феррелл — Джон Денніс